# Unterreichenau
Unterreichenau ist ein Ortsteil der Stadt Pausa-Mühltroff im Vogtlandkreis in Sachsen. Er wurde gemeinsam mit seinem Ortsteil Wallengrün am 1. April 1993 in die  Stadt Pausa/Vogtl. eingemeindet, welche sich mit der Eingemeindung von Mühltroff am 1. Januar 2013 in Pausa-Mühltroff umbenannte. 
Zwischen 1952 und 1992 gehörte Unterreichenau zum Kreis Zeulenroda im Bezirk Gera bzw. ab 1990 im Freistaat Thüringen. Durch einen Staatsvertrag kam der Ort zusammen mit weiteren Nachbarorten am 1. April 1992 zum sächsischen Landkreis Plauen.

## Geographie

### Geographische Lage und Verkehr
Das Waldhufendorf Unterreichenau liegt nordwestlich der Stadt Pausa im kupierten Südostthüringer Schiefergebirge (Naturraum Vogtland). Es befindet sich im äußersten Nordwesten des Vogtlandkreises und im sächsischen Teil des historischen Vogtlands, an der Grenze zum thüringischen Vogtland. 
Die Ortsflur von Unterreichenau besteht aus zwei größeren Teilen, die im mittleren Bereich durch einen schmalen Streifen verbunden sind. Der Hauptort befindet sich in der südlichen Gemarkung westlich der Weida, einem Zufluss der Weißen Elster. Im Süden geht die Bebauung in die Vorstadt von Pausa über. Westlich des Orts liegt der Jahnberg. Im schmalen Mittelteil der Unterreichenauer Gemarkung östlich von Wallengrün befinden sich die Einzelsiedlungen Spitzenburg und Mittelhöhe. Der nördliche Teil der Unterreichenauer Gemarkung umfasst ein großes Waldgebiet, welches im Westen, Norden und Osten von der thüringischen Landesgrenze umrahmt wird. Es ist der nördlichste Punkt des Pausa-Mühltroffer Zipfels, der im Nordosten bis an die Triebes, einem Zufluss der Weida, reicht. 
Durch das Waldgebiet in der nördlichen Gemarkung von Unterreichenau verläuft die Staatsstraße 316. In diese mündet bei der Siedlung Spitzenburg die Kreisstraße 7876 ein. Die nördliche Gemarkung von Unterreichenau wird im Südosten von der Bahnstrecke Werdau–Mehltheuer begrenzt.
Der Ort ist mit der vertakteten RufBus-Linie 43 des Verkehrsverbunds Vogtland an Pausa angebunden. Dort besteht Anschluss zur TaktBus-Linie 42 nach Plauen.

### Nachbarorte
Unterreichenau grenzt an fünf weitere Ortsteile der Stadt Pausa-Mühltroff und an drei Ortsteile der Stadt Zeulenroda-Triebes im thüringischen Landkreis Greiz.
| Leitlitz (Thüringen) | Zeulenroda (Ortslagen Karl-Liebknecht-Siedlung, Lichtensteinsiedlung, Märien, Obere Haardt) (Thüringen) | Pöllwitz (Thüringen) |
| Wallengrün           | Kompassrose, die auf Nachbargemeinden zeigt                                                             | Ebersgrün            |
| Thierbach            | Linda                                                                                                   | Pausa/Vogtl.         |

## Geschichte
Mit der Erwähnung eines Friedericus de Richinowe wurde im Jahr 1281 der ehemalige Herrensitz in Unterreichenau mit 304 Hektar erstmals urkundlich genannt. Der Ort selbst wurde im Jahr 1402 als Nider Reychenaw erwähnt. Kirchlich gehört Unterreichenau seit jeher zu Pausa. Bezüglich der Grundherrschaft war der Ort bis 1856 Amtsdorf im kleinen kursächsischen bzw. königlich-sächsischen Amt Pausa, welches nach 1764 meist mit dem Amt Plauen gemeinsam genannt wurde. 1856 wurde Unterreichenau dem Gerichtsamt Pausa und 1875 der Amtshauptmannschaft Plauen angegliedert.
Durch die zweite Kreisreform in der DDR wurde das bisher sächsische Dorf Unterreichenau gemeinsam mit seinen ebenfalls bisher sächsischen Nachbarorten Pausa/Vogtl., Ebersgrün, Ranspach, Linda, Wallengrün und Oberreichenau im Jahr 1952 dem Kreis Zeulenroda im Bezirk Gera angegliedert, welcher ab 1990 als thüringischer Landkreis Zeulenroda fortgeführt wurde. Der Nachbarort Wallengrün wurde am 22. März 1970 nach Unterreichenau eingemeindet.
Auf Grundlage des Staatsvertrages zwischen Thüringen und Sachsen wechselten die Stadt Pausa/Vogtl. (mit Oberreichenau und Linda) und die Gemeinden Ebersgrün, Ranspach und Unterreichenau (mit Wallengrün) gemeinsam mit den Orten Mühltroff, Langenbach und Thierbach (bisher Landkreis Schleiz) am 1. April 1992 zum sächsischen Landkreis Plauen. Lediglich bezüglich der Postleitzahl gehören die Orte bis heute zum „thüringischen“ Postleitzahlengebiet „07“. Die Gemeinde Unterreichenau mit ihrem Ortsteil Wallengrün wurde am 1. April 1993 nach Pausa/Vogtl. eingemeindet. Am 10. Januar 2000 wurde eine Verwaltungsgemeinschaft zwischen der Stadt Mühltroff und der Stadt Pausa/Vogtl. mit dem Namen Verwaltungsgemeinschaft Pausa gebildet. Zum 1. Januar 2013 wurde die Verwaltungsgemeinschaft aufgelöst und die Stadt Mühltroff mit seinen beiden Ortsteilen in die Stadt Pausa/Vogtl. eingegliedert. Die Einheitsgemeinde, zu der Unterreichenau als Ortsteil gehört, trägt den Namen Pausa-Mühltroff.

### Geschichte der Mühlen in Unterreichenau
Die Oertelsmühle in Unterreichenau wurde 1614 urkundlich erstmals erwähnt, beteuerte der Müller, gab aber keinen Einblick in die Urkunde. Nach der Stilllegung des letzten Wasserrades 1958 wurde nur mit Elektroenergie gearbeitet. Seit 1960 wurden die Schneidemühle und Scheune von der LPG genutzt. Am 25. Oktober 2005 verstarb der Müller und ein Jahr später verstummte die Mühle für immer. Die Schlottenmühle soll 1606 bereits im Kirchenbuch gestanden haben, wird aber erst ab 1683 bei einer Steuerüberprüfung genannt. 1960, als das Dorf vollgenossenschaftlich geführt worden ist, wurde in der Mühle das Korn zu Schrot für die LPG gemahlen. Nach der Wende besaßen die Industriemühlen eine höhere Produktivität und der Müller stellte 1995 die Mühlenarbeit ein.